# Dorothee Elisabeth Tretschlaff
Dorothee Elisabeth Tretschlaff, född 1686, död 17 februari 1701, var en kvinna som avrättades för häxeri. Hon var den sista person som avrättades för häxeri i Brandenburg, och fallet tilldrog sig stor uppmärksamhet och var föremål för debatt i samtiden.
Tretschlaff arbetade som piga. Hon avlämnade ett vittnesmål om att hon hade försvurit sig åt Djävulen och att denne regelbundet kom till henne och hade samlag med henne i pigkammaren i skepnad av en fluga. Hon avrättades genom halshuggning.   
Hennes fall blev föremål för diskussion om hur legitimt ett erkännande som åstadkommits med tortyr var, en debatt som bidrog till att häxförföljelser småningom förbjöds i Preussen.   